# Бера (город)
Бера (бенг. বেড়া, англ. Bera) — город и муниципалитет на северо-западе Бангладеш, административный центр одноимённого подокруга. Площадь города равна 18,28 км². По данным переписи 2001 года, в городе проживало 44 270 человек, из которых мужчины составляли 52,02 %, женщины — соответственно 47,98 %. Уровень грамотности населения составлял 32,9 % (при среднем по Бангладеш показателе 43,1 %). 